# اوچی ساداتسونا
اوچی ساداتسونا (به ژاپنی: 大内 定綱 Ōuchi Sadatsuna)؛ ۱۵۴۵ – ۱۶۱۰) فرد نظامی اهل ژاپن بود. او ملازم خاندان داته بود.